# Ferdinand Heidegger
Ferdinand Heidegger (* 4. August 1899 in Triesen; † 19. August 1978 in Grabs) war ein liechtensteinischer Landtagsabgeordneter und Verwaltungsrat der Liechtensteinischen Kraftwerke.

## Familie
Sein Vater, Jakob Heidegger, war Vizevorsteher und Kupferschmied, der 1931 Berta Heidegger, geb. Erne heiratete. Das Paar hatte vier Kinder.

## Biografie
Heidegger, von Beruf Fabrikarbeiter und ab 1934 Landwirt tätig, war von 1936 bis 1960 Gemeindevorsteher von Triesen. Daneben gehörte er von 1936 bis 1939 für die Vaterländische Union dem Landtag des Fürstentums Liechtenstein als Abgeordneter an. Von 1937 bis 1947, von 1952 bis 1954 und von 1957 bis 1958 war er Mitglied des Verwaltungsrates der Liechtensteinischen Kraftwerke (LKW)
1937 verlieh ihm Fürst Franz I. das Silberne Verdienstzeichen.